# Djelfa (stad)
Djelfa of El Djelfa (الجلفة al-Jilfah) is een stad in het binnenland van Algerije. De stad ligt in de gelijknamige provincie (wilaya) Djelfa, voornamelijk bestaande uit droge woestijnen.
Djelfa telt naar schatting 261.000 inwoners en telde 154.265 inwoners bij de volkstelling van 1998.

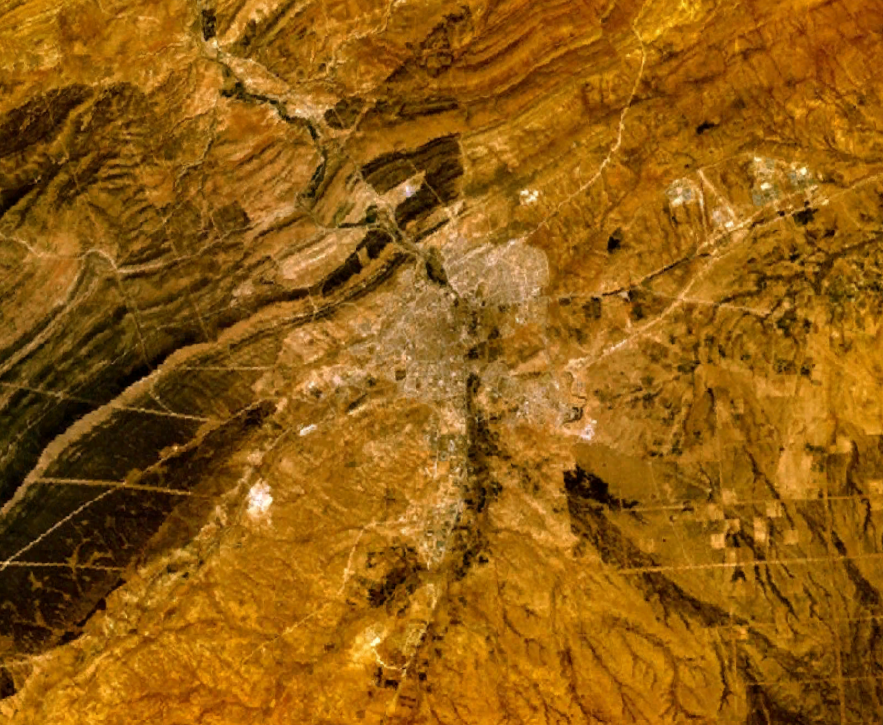
Satellietfoto van Djelfa en omgeving, gemaakt door NASA Landsat